# Награды Севастополя
Награ́ды Севасто́поля — награды субъекта Российской Федерации, учреждённые губернатором города Севастополя согласно Закону города Севастополя от 29 мая 2015 года № 149-ЗС «О почётном гражданине города Севастополя» и Закона города Севастополя от 7 июня 2016 года № 19/255 «О наградах и почётных званиях города Севастополя» с поправками от 4 декабря 2017 года № 385-ЗС.
Награды города Севастополя являются высшей формой признания заслуг и поощрения граждан и организаций за достижения в социально-экономическом и культурном развитии города Севастополя, а также жителей города Севастополя за достойное воспитание детей.
Согласно законам (по состоянию на 2022 год), наградами города Севастополя являются:
- звание «Почётный гражданин города Севастополя»;
- знак отличия «За заслуги перед Севастополем»;
- почётный знак «Родительская слава города Севастополя»;
- медаль имени Даши Севастопольской;
- почётные звания города Севастополя;
- почётная грамота Правительства Севастополя;
- благодарность губернатора города Севастополя;
- почётная грамота Законодательного Собрания города Севастополя;
- диплом Законодательного Собрания города Севастополя;
- благодарность председателя Законодательного Собрания города Севастополя;
- премии города Севастополя;
- стипендии города Севастополя.

Также в число наград города Севастополя могут включаться иные награды, установленные дополнительными нормативно-правовыми актами.

## Перечень наград

### Высшая награда
| Изображение награды | Наименование награды                                                                              | Дата учреждения              | Правила награждения | Источник |
| ------------------- | ------------------------------------------------------------------------------------------------- | ---------------------------- | --- | --- |
|                     | Звание «Почётный гражданин города Севастополя» --- (Знак Почётного гражданина города Севастополя) | XIX век --- 29 мая 2015 года | Звание «Почётный гражданин города Севастополя» является высшим знаком признательности города лицам, внёсшим выдающийся вклад в обеспечение благополучия и процветания города Севастополя. Основаниями для присвоения лицу звания являются: - личные заслуги в области государственной, муниципальной, политической, научной, культурной, хозяйственной, общественной или иной деятельности, получившие высокую оценку жителей города Севастополя, а также достижения, имеющие выдающийся результат для Российской Федерации и города Севастополя; - совершение мужественных поступков во благо жителей города Севастополя; - многолетняя благотворительная, меценатская деятельность; - эффективная деятельность, направленная на повышение роли и авторитета города Севастополя в Российской Федерации и за рубежом; - деятельность, направленная на укрепление демократии и защиты прав человека. Лицу, удостоенному звания, вручаются Грамота и удостоверение Почётного гражданина города Севастополя, Знак Почётного гражданина города Севастополя, предоставляются определённые законом права и льготы. | Закон города Севастополя от 29 мая 2015 года № 149-ЗС «О почётном гражданине города Севастополя» --- Описание знака Почётного гражданина города Севастополя (Положение о знаке) |

### Знаки отличия и медали
| Изображение награды | Наименование награды                                  | Дата учреждения     | Правила награждения | Источник |
| ------------------- | ----------------------------------------------------- | ------------------- | --- | --- |
|                     | Знак отличия «За заслуги перед Севастополем»          | 7 июня 2016 года    | Знаком отличия «За заслуги перед Севастополем» награждаются граждане Российской Федерации, иностранные граждане, лица без гражданства за существенный вклад в социально-экономическое, культурное развитие города Севастополя, благотворительную, меценатскую деятельность. Положение о знаке отличия «За заслуги перед Севастополем» и его описание утверждаются указом губернатора города Севастополя. Решение о награждении знаком отличия «За заслуги перед Севастополем» принимается губернатором города Севастополя. Повторное награждение знаком отличия «За заслуги перед Севастополем» не производится. | Закон города Севастополя от 7 июня 2016 года № 19/255 «О наградах и почётных званиях города Севастополя» --- Описание знака отличия «За заслуги перед Севастополем»                               |
|                     | Почётный знак «Родительская слава города Севастополя» | 7 июня 2016 года    | Почётным знаком «Родительская слава города Севастополя» награждаются жители города Севастополя - родители (усыновители), состоящие в браке, а в случае неполной семьи - один из родителей (усыновителей), которые воспитывают и (или) воспитали пятерых и более детей - граждан Российской Федерации. Награждение Почётным знаком родителей (усыновителей) производится по достижении пятым ребёнком возраста пяти лет и при условии, что остальные дети живы (за исключением случаев, предусмотренных Положением о знаке). Награждение Почётным знаком усыновителей производится при условии достойного воспитания и содержания усыновлённых (удочерённых) детей в течение не менее пяти лет. Положение о почётном знаке «Родительская слава города Севастополя» и его описание утверждаются постановлением Законодательного Собрания города Севастополя. Решение о награждении почётным знаком «Родительская слава города Севастополя» принимается постановлением Законодательного Собрания города Севастополя. Повторное награждение почётным знаком «Родительская слава города Севастополя» не производится. | Закон города Севастополя от 7 июня 2016 года № 19/255 «О наградах и почётных званиях города Севастополя» --- Описание почётного знака «Родительская слава города Севастополя» (Положение о знаке) |
|                     | Медаль имени Даши Севастопольской                     | 7 октября 2020 года | Медалью имени Даши Севастопольской награждаются граждане Российской Федерации, иностранные граждане, лица без гражданства за значительный вклад в оказание медицинской помощи населению города Севастополя, за милосердие и особую заботу по уходу за больными, инвалидами войны или инвалидами труда. К награждению медалью представляются лица за заслуги в области охраны здоровья, за самоотверженность при оказании медицинской помощи в условиях чрезвычайных ситуаций, эпидемий и в других обстоятельствах, сопряженных с риском для жизни, за значительные заслуги в развитии добровольческой деятельности (волонтерства), сохранении и приумножении традиций милосердия, за безвозмездную и бескорыстную помощь людям. Награждение медалью повторно не производится. Награждение медалью может быть произведено посмертно. Медалью ежегодно награждаются не более 20 лиц. Лицам, награждённым медалью, производится единовременная денежная выплата в размере 150000 рублей. | Указ губернатора города Севастополя от 7 октября 2020 года № 79-УГ «О медали имени Даши Севастопольской»                                                                                          |

### Почётные звания
| Изображение награды | Наименование награды                                                                | Дата учреждения  | Правила награждения | Источник |
| ------------------- | ----------------------------------------------------------------------------------- | ---------------- | --- | --- |
|                     | Почётные звания города Севастополя --- (Знак к почётным званиям города Севастополя) | 7 июня 2016 года | Почётные звания города Севастополя по сферам деятельности и по профессиям присваиваются за заслуги и высокое мастерство в профессиональной деятельности. В настоящее время учреждены следующие звания: - Заслуженный работник промышленности города Севастополя; | Закон города Севастополя от 7 июня 2016 года № 19/255 «О наградах и почётных званиях города Севастополя» --- Описание нагрудного знака к почётным званиям города Севастополя по сферам деятельности и по профессиям и удостоверения к нему --- |

### Грамоты и благодарности
| Изображение награды | Наименование награды                         | Дата учреждения   | Правила награждения | Источник |
| ------------------- | -------------------------------------------- | ----------------- | --- | --- |
|                     | Почётная грамота Правительства Севастополя   | 20 июля 2017 года | Почётной грамотой Правительства Севастополя награждаются граждане Российской Федерации, иностранные граждане, лица без гражданства и организации, внесшие значительный вклад в развитие города Севастополя (в социально-экономической, научно-технической, культурно-образовательной и иных сферах). Награждение Почётной грамотой приурочивается к государственным и профессиональным праздникам, юбилейным датам, знаменательным событиям, памятным датам. К награждению Почётной грамотой представляются: - граждане, имеющие стаж трудовой (служебной) деятельности или осуществления общественной деятельности не менее 5 лет, при этом по последнему месту трудовой (служебной) деятельности или осуществления общественной деятельности – не менее 3 лет; - организации не ранее, чем через 10 лет со дня создания. | Постановление Правительства Севастополя от 20 июля 2017 года № 533-ПП «Об утверждении Положения о почётной грамоте Правительства Севастополя» |
|                     | Благодарность губернатора города Севастополя | 7 июня 2016 года  | Благодарность губернатора города Севастополя является формой поощрения граждан Российской Федерации, иностранных граждан, лиц без гражданства и коллективов организаций за заслуги в хозяйственной, научно-исследовательской, социально-культурной, общественной, благотворительной и меценатской деятельности. Положение о благодарности губернатора города Севастополя и её текст утверждаются указом Губернатора города Севастополя. Решение об объявлении благодарности губернатора города Севастополя принимается губернатором города Севастополя. | Закон города Севастополя от 7 июня 2016 года № 19/255 «О наградах и почётных званиях города Севастополя»                                      |

### Памятные и юбилейные награды
| Изображение награды | Наименование награды                                                 | Дата учреждения      | Правила награждения | Источник |
| ------------------- | -------------------------------------------------------------------- | -------------------- | --- | --- |
|                     | Памятная медаль «75 лет освобождения Севастополя»                    | 28 марта 2019 года   | Памятная медаль «75 лет освобождения Севастополя» учреждена в честь 75-летия освобождения города Севастополя от немецко-фашистских захватчиков в целях поощрения ветеранов Великой Отечественной войны 1941—1945 годов, принимавших непосредственное участие в боевых действиях на территории города Севастополя, лиц, отнесённых к категории «Житель осажденного Севастополя», и руководителей общественных организаций ветеранов города Севастополя за участие в обороне и освобождении Севастополя, активную общественную деятельность, высокие достижения в военно-патриотическом воспитании населения. Памятной медалью награждаются: - ветераны Великой Отечественной войны 1941—1945 годов, принимавшие непосредственное участие в боевых действиях на территории города Севастополя; - лица, которые во время обороны города Севастополя с 30 октября 1941 г. по 4 июля 1942 г. проживали на его территории, отнесенные к категории «Житель осажденного Севастополя»; - руководители общественных организаций ветеранов города Севастополя, представляющие интересы ветеранов Великой Отечественной войны, внесшие существенный вклад в военно-патриотическое воспитание населения. Решение о награждении памятной медалью принимается Губернатором города Севастополя. Памятная медаль вручается в торжественной обстановке Губернатором города Севастополя или уполномоченным им лицом. Повторное награждение памятной медалью не производится. Памятная медаль носится на левой стороне груди ниже государственных и ведомственных наград. | Указ Губернатора города Севастополя от 28 марта 2019 года № 32-УГ «О памятной медали «75 лет освобождения Севастополя» ---                      |
|                     | Памятная медаль «В честь 80-летия обороны Севастополя 1941—1942 гг.» | 22 октября 2021 года | Памятная медаль «В честь 80-летия обороны Севастополя 1941–1942 гг.» учреждена в честь 80-летия начала обороны Севастополя от немецко-фашистских захватчиков. Памятной медалью награждаются: - лица, награжденные медалью «За оборону Севастополя»; - лица, отнесенные к категории «Житель осажденного Севастополя»; - ветераны Великой Отечественной войны, принимавшие непосредственное участие в обороне Севастополя 1941–1942 гг. Решение о награждении памятной медалью принимается Губернатором города Севастополя. Памятная медаль вручается в торжественной обстановке Губернатором города Севастополя или уполномоченным им лицом. Вручение памятной медали производится в период с 30 октября 2021 г. по 30 октября 2022 г. включительно. Повторное награждение памятной медалью не производится. Памятная медаль носится на левой стороне груди ниже государственных и ведомственных наград. | Указ Губернатора города Севастополя от 22 октября 2021 года № 83-УГ «О памятной медали «В честь 80-летия обороны Севастополя 1941-1942 гг.» --- |
|                     | Медаль «В ознаменование 10-летия возвращения Севастополя в Россию»   | 15 февраля 2024 года | Медаль «В ознаменование 10-летия возвращения Севастополя в Россию» учреждена в целях награждения: - за мужество, героизм, активную политическую деятельность и личный вклад в возвращение города Севастополя в Россию; - участие в подготовке и проведении общекрымского Народного референдума; - вклад в социально-экономическое развитие города Севастополя. Медаль «В ознаменование 10-летия возвращения Севастополя в Россию» вручается гражданам Российской Федерации, иностранным гражданам, лицам без гражданства, некоммерческим организациям, иным юридическим лицам независимо от формы собственности и организационно-правовой формы, коллективам организаций. Награждение медалью «В ознаменование 10-летия возвращения Севастополя в Россию» приурочивается, как правило, к государственным праздникам, знаменательным и памятным датам в 2024 году. Повторное награждение медалью не производится. Медаль носится на левой стороне груди ниже государственных и ведомственных наград. | Указ Губернатора города Севастополя от 15 февраля 2024 года № 12-УГ «О медали «В ознаменование 10-летия возвращения Севастополя в Россию» ---   |
|                     | Медаль «Город-герой Севастополь»                                     | 2019 год             | Медаль «Город-герой Севастополь» учреждена в ознаменование 75-летия освобождения города Севастополя от немецко-фашистских захватчиков и 165-й годовщины первой обороны города в Крымской войне 1853—1856 годов, и является общественной юбилейной медалью. Медалью «Город-герой Севастополь» награждались граждане, обеспечившие своим трудом, государственной, общественно-политической, научной, образовательной, культурной, спортивной, благотворительной и иной деятельностью социально-экономическое развитие города Севастополя, внесшие существенный вклад в военно-патриотическое воспитание молодёжи. Медаль носится на левой стороне груди ниже государственных и ведомственных наград. | Положение о медали «Город-герой Севастополь» ---                                                                                                |

## Исторические награды
До 2014 года, в период нахождения города Севастополя в составе Украины, в городе существовали свои награды:
| Изображение награды | Наименование награды                                         | Даты учреждения и упразднения | Правила награждения                | Источник                 |
| ------------------- | ------------------------------------------------------------ | ----------------------------- | ---------------------------------- | ------------------------ |
|                     | Почётный знак «За заслуги перед городом-героем Севастополем» | 1990-е — — 2014 год           | Нет информации в свободном доступе | Источник отсутствует --- |